# Otgonbayar Batsuuri
Otgonbayar Batsuuri (mong. Отгонбаяр Батсуурийн) – mongolski zapaśnik walczący w stylu wolnym. Brązowy medalista mistrzostw Azji w 2019. Mistrz Azji U-23 w 2019 roku.